# Радомир Петковић
Радомир Петковић (Београд, 26. новембар 1988) је српски и азербејџански рвач.
На Европском првенству за јуниоре 2004. био је седми, а на Медитеранским играма у Алмерији 2005. освојио је бронзану медаљу до 96кг. На Светском првенству за јуниоре 2006. заузео је пето место. На Европском првенству 2009. био је девети, а на Медитеранским играма освојио је две бронзане медаље до 120кг, у грчко-римском и слободном стилу. На Европском првенству 2010. у Бакуу освојио је сребрну медаљу до 120кг.
На Европском првенству 2013. освојио је петнаесто место као представник Азербејџана.
У децембру 2015. дебитовао је у професионалном рвању под именом Краљ Константин.